# Rožič Vrh
Rožič Vrh – wieś w Słowenii, w gminie Črnomelj. W 2018 roku liczyła 49 mieszkańców.